# 表情符號電影
《表情符號電影》（英語：The Emoji Movie）是一部2017年美國3D電腦動畫冒險喜劇片，由東尼·李迪斯執導。電影配音員包括T·J·米勒、安娜·法瑞絲和詹姆斯·柯登。
電影為索尼動畫製作、哥倫比亞影業發行，並定於2017年7月28日在美國上映。該電影收到了不少評論家的負面評價，指出它「十分無趣、完全是浪費時間」並將它和《樂高玩電影》、《腦筋急轉彎》及《无敌破坏王》對比以凸顯其不足。

## 劇情
故事敘述在手機的應用程式世界中，存在著各式各樣的表情符號，各符號有著獨特且單一的表情。唯獨吉星和他人不同的是，他擁有著各種表情，這也因此使得自己可能面臨被手機用戶刪除的情況；使得吉星為了生存並成為一個正常的表情符號，而踏上穿梭於各APP間的驚險旅程。

## 配音员
| 配音              | 配音   | 配音   | 角色                              |
| 美國              | 台灣   | 香港   | 角色                              |
| ----------------- | ------ | ------ | --------------------------------- |
| 托德·約瑟夫·米勒  | 許展榮 | 鄭伊健 | 吉星（Gene Meh）                  |
| 詹姆斯·柯登       | 許展瑞 | 林曉峰 | 吉掌（Hi-5）                      |
| 安娜·法瑞絲       | 鄭茵聲 | 麥明詩 | 潔玉（Jailbreak）                 |
| 玛雅·鲁道夫       | 賀世芳 |        | 微笑姐（Smiler）                  |
| 史蒂芬·怀特       | 陳旭昇 | 高翰文 | 沒毛（Mel Meh）                   |
| 詹妮佛·库里奇     | 李宛鳳 |        | 瑪麗（Mary Meh）                  |
| 帕特里克·斯图尔特 | 王希華 |        | 便便爸（Poop）                    |
| 克莉絲汀·阿奎萊拉 | 傅其慧 |        | 舞女（Akiko Glitter）             |
| 索菲娅·维加拉     | 鄭仁麗 |        | 佛郎明哥舞孃（Flamenca）          |
| 肖恩·海斯         | 宋昱璁 |        | 小惡魔（Steven）                  |
| 蕾秋·瑞           | 杜素真 |        | 小潘（Spam）                      |
| 杰夫·羅斯         |        |        | 網路白目（Internet Troll）        |
| 傑克·奧斯汀       | 陳宏宇 |        | 艾利克斯（Alex）                  |
| 塔蒂·嘉布莉兒     | 徐瑀甄 |        | 艾蒂（Addie McCallister）         |
| 羅伯·里戈爾       |        | 吳岑榮 | 冰淇淋表情符號（Ice Cream Emoji） |
| 康纳德·文隆       |        |        | 木马（Trojan Horse）              |
| 托尼·雷昂迪斯     |        |        | 大笑（Laughter）                  |
| 连姆·艾肯         |        |        | 羅尼·拉姆齊（Ronnie Ramtech）     |

## 發行
2015年11月，索尼計劃電影於2017年8月11日在美國上映。一年後，美國上映日提前至2017年8月4日，而原本的日期則改為《玩命再劫》。2016年12月20日，電影釋出首支預告片。後來，電影的上映日改為2017年7月28日。在美國，該片與《尖叫旅社》的衍生短片《Puppy!》共同放映。
2017年10月24日，索尼影業家庭娛樂發行Emoji大冒險藍光光碟及DVD
。
2018年1月。沙特阿拉伯解禁了35年的影院禁止公开放映电影的政令。《表情符號電影》作为第一批公开上映的两部电影之一，将在该国上映。

## 迴響

### 專業評價
《表情符號電影》普遍收到評論家的負評，並將它和《樂高玩電影》、《腦筋急轉彎》及《无敌破坏王》對比以凸顯其不足。在IMDB上，僅得到3.2的超低分。在爛番茄上，本電影基於127個專業評論評分為7%超低鮮度，加權平均數亦只有2.67/10，該站評審的一致意見只顯示了一個禁止標誌（“🚫”），觀眾評分亦給予38%不高的平均分數。
在Metacritic上，本電影基於26個評論家，100分中僅獲得12分，顯示出「壓倒性的不喜歡」。
截至2023年03月，本片在Metacritic列出的影史動畫電影排行榜位居第631名，為該站加權分數最低的動畫電影。

### 票房
在美國，《表情符號電影》與《極凍之城》同天上映競爭，《表情符號電影》預估首週末能從4069間戲院中獲得2000萬美元。美國首週末票房收入達2560萬美元，位居當週票房排名第二。

### 獎項
本片在有著「爛片奧斯卡」之稱的第38屆金酸梅獎共獲得五項提名，其中含括該屆金酸梅獎新設獎項「金酸梅提名人太差獎（The Razzie Nominee So Rotten You Loved ）」，最終獲頒金酸梅獎的最差影片、最差導演、最差屏幕組合和最差劇本獎共四個獎項，成為有史以來第一部在任何這些類別中獲勝的動畫電影。

### 相關事件
2022年9月19日，英國為前任女王伊莉莎白二世舉辦國葬，英國第五台因為在當日播放包含《表情符號電影》、《一家之鼠》、《冰原歷險記3：恐龍現身》在內的動畫電影，在英國社群網站用戶之間出現兩極分化的反應，反對者批評英國第五台安排該電影節目的決策，指摘該電視台表現不尊重的行為，但也有支持者稱讚第五台沒有和其他頻道同樣播放伊莉莎白二世葬禮新聞的意見

## 外部連結
- 互联网电影数据库（IMDb）上《表情符號電影》的资料（英文）
- Box Office Mojo上《表情符號電影》的資料（英文）
- AllMovie上《表情符號電影》的资料（英文）
- 爛番茄上《表情符號電影》的資料（英文）
- Metacritic上《表情符號電影》的資料（英文）
- 開眼電影網上《表情符號電影》的資料（繁體中文）
- 时光网上《表情符號電影》的資料（简体中文）
- 豆瓣电影上《表情符號電影》的資料 （简体中文）